# Богуславиці (Сілезьке воєводство)
Богуславиці (пол. Bogusławice) — село в Польщі, у гміні Крушина Ченстоховського повіту Сілезького воєводства.
Населення — 523 особи (2011).
У 1975-1998 роках село належало до Ченстоховського воєводства.

## Демографія
Демографічна структура станом на 31 березня 2011 року:
|          | Загалом | Допрацездатний вік | Працездатний вік | Постпрацездатний вік |
| -------- | ------- | ------------------ | ---------------- | -------------------- |
| Чоловіки | 248     | 45                 | 176              | 27                   |
| Жінки    | 275     | 47                 | 166              | 62                   |
| Разом    | 523     | 92                 | 342              | 89                   |